# Alessandro Vittoria
Alessandro Vittoria (Trento, 1525 – Venezia, 27 maggio 1608) è stato uno scultore italiano, di scuola veneziana, tra i maggiori interpreti della scultura manierista.

## Biografia
Nel 1543 entra a far parte della bottega di Jacopo Sansovino a Venezia.
Collabora nel 1550 con il maestro alle sculture della Libreria Marciana. Fra le opere giovanili sono la statuina del Battista (1550) per l'acquasantiera di San Zaccaria, la statua di Mercurio (1559) all'esterno di Palazzo Ducale. Verso il 1560 esegue gli stucchi nella villa Barbaro a Maser e a Villa Giustinian di Portobuffolé, in collaborazione con Palladio e Veronese.
Esegue anche molti ritratti, più spesso in terracotta bronzata o dorata, inseriti in monumenti funerari o anche isolati. Fra i più celebri sono il busto di Tommaso Contarini alla Madonna dell'Orto, il busto del Sansovino nell'oratorio del Seminario,  di Tommaso Rangone al Museo Correr, di Benedetto Manzini alla Ca' d'Oro. Nel 1560 realizza il monumento funebre ad Orazio Brancadoro nella Cattedrale di Fermo.
Tra il 1561 e il 1562 scolpisce le statue di S. Antonio abate, San Rocco e San Sebastiano in pietra d'Istria per l'altare della Cappella Montefeltro in San Francesco della Vigna a Venezia. Del San Sebastiano, che Vittoria considerava uno dei propri capolavori, ne fece eseguire diverse versioni in bronzo, in scala ridotta, di cui una conservata presso il Metropolitan Museum di New York. La statua, che costituisce un eccellente esempio della celebre "figura serpentinata" manierista, nella sua posa dinamica attorcigliata, trae ispirazione da modelli ellenistici come anche dallo Schiavo morente di Michelangelo. Nel 1564 esegue il San Girolamo conservato nella chiesa di Santa Maria Gloriosa dei Frari, in cui si evidenziano chiaramente le influenze michelangiolesche della sua scultura. Realizza per la chiesa di San Giorgio a Venezia quattro statue degli evangelisti poste internamente sopra la porta d'ingresso.

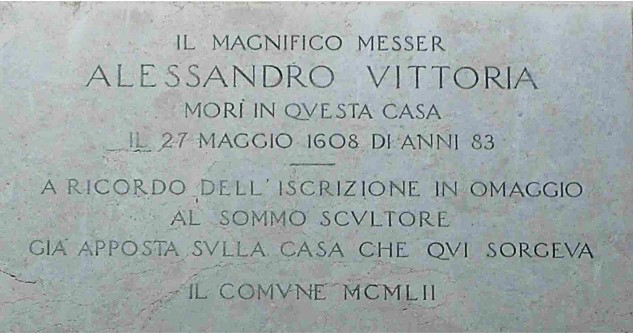
Lapide ricordo a Venezia in Calle della Pietà (3651).

Tra il 1578 e il 1579 costruisce a Brescia il monumento funebre al vescovo Bollani distrutto dal crollo della torre campanaria nel 1708. I frammenti di quest'opera sono conservati al Museo di Santa Giulia (Brescia). Nel 1583 esegue per la cappella privata della famiglia Fugger ad Augsburg un rilievo in bronzo dell'Annunciazione, ora conservato presso l'Art Institute of Chicago, la cui composizione, vivacemente dinamica, è fortemente influenzata dall'arte del contemporaneo Tiziano. Dello stesso anno è il Battista del duomo di Treviso.
È sepolto nella chiesa di San Zaccaria. La tomba, da lui stesso realizzata, mostra al centro il suo busto autoritratto.
Ha anche realizzato le facciate di alcuni palazzi veneziani, come Palazzo Mocenigo Casa Nuova e Palazzo Balbi sul Canal Grande.

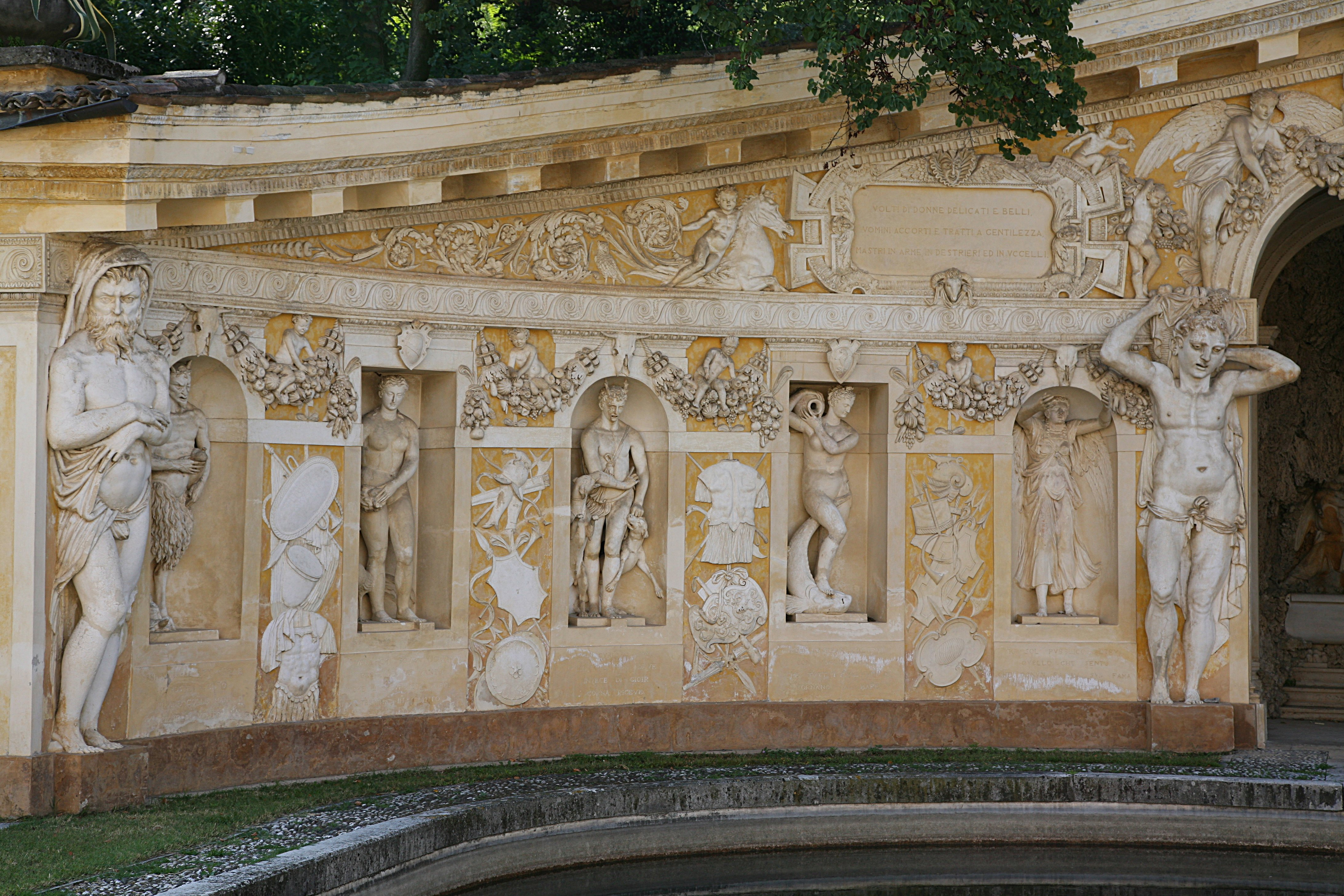
Ninfeo di Villa Barbaro a Maser.
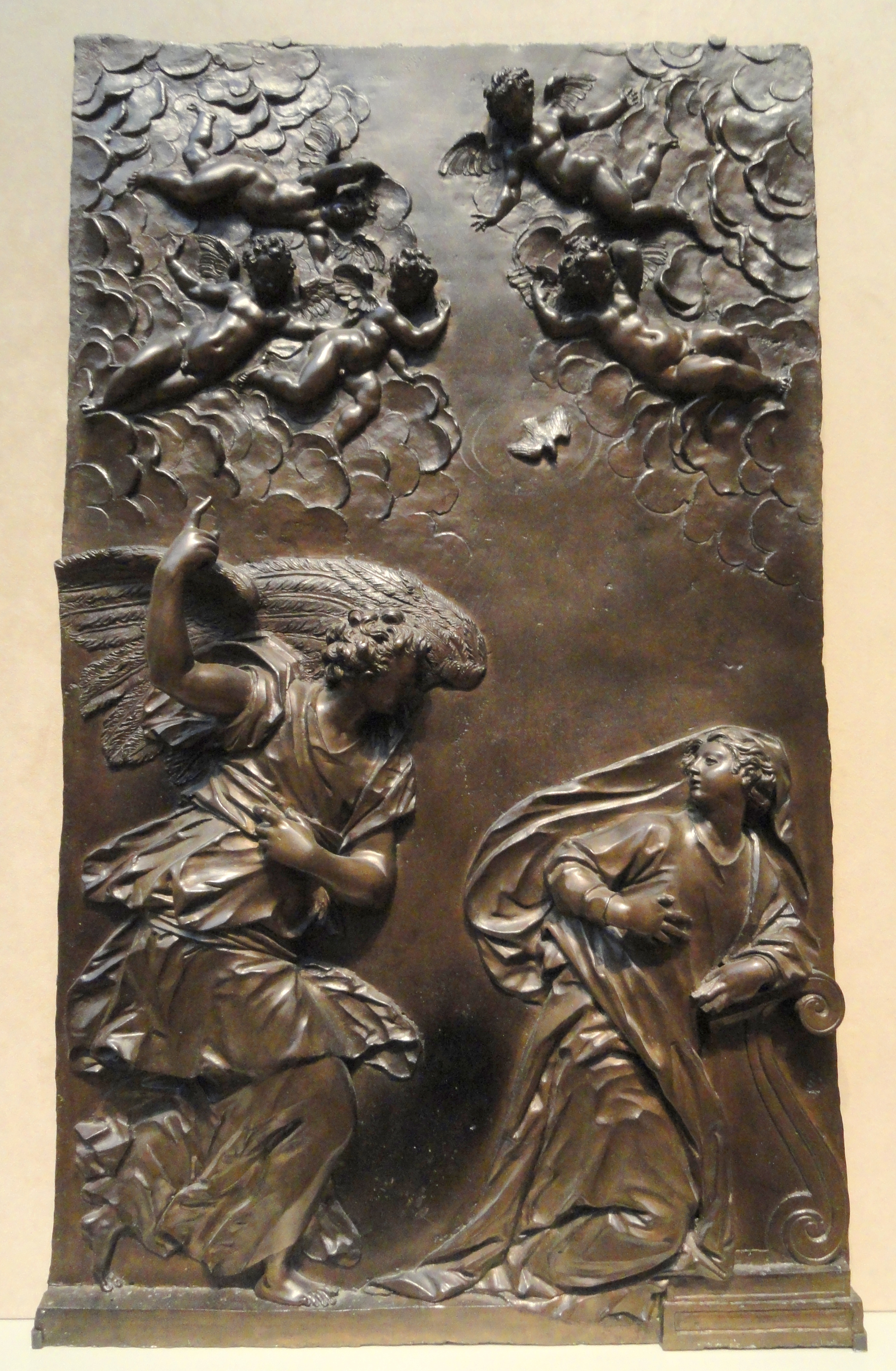
Annunciazione, Art Institute of Chicago.
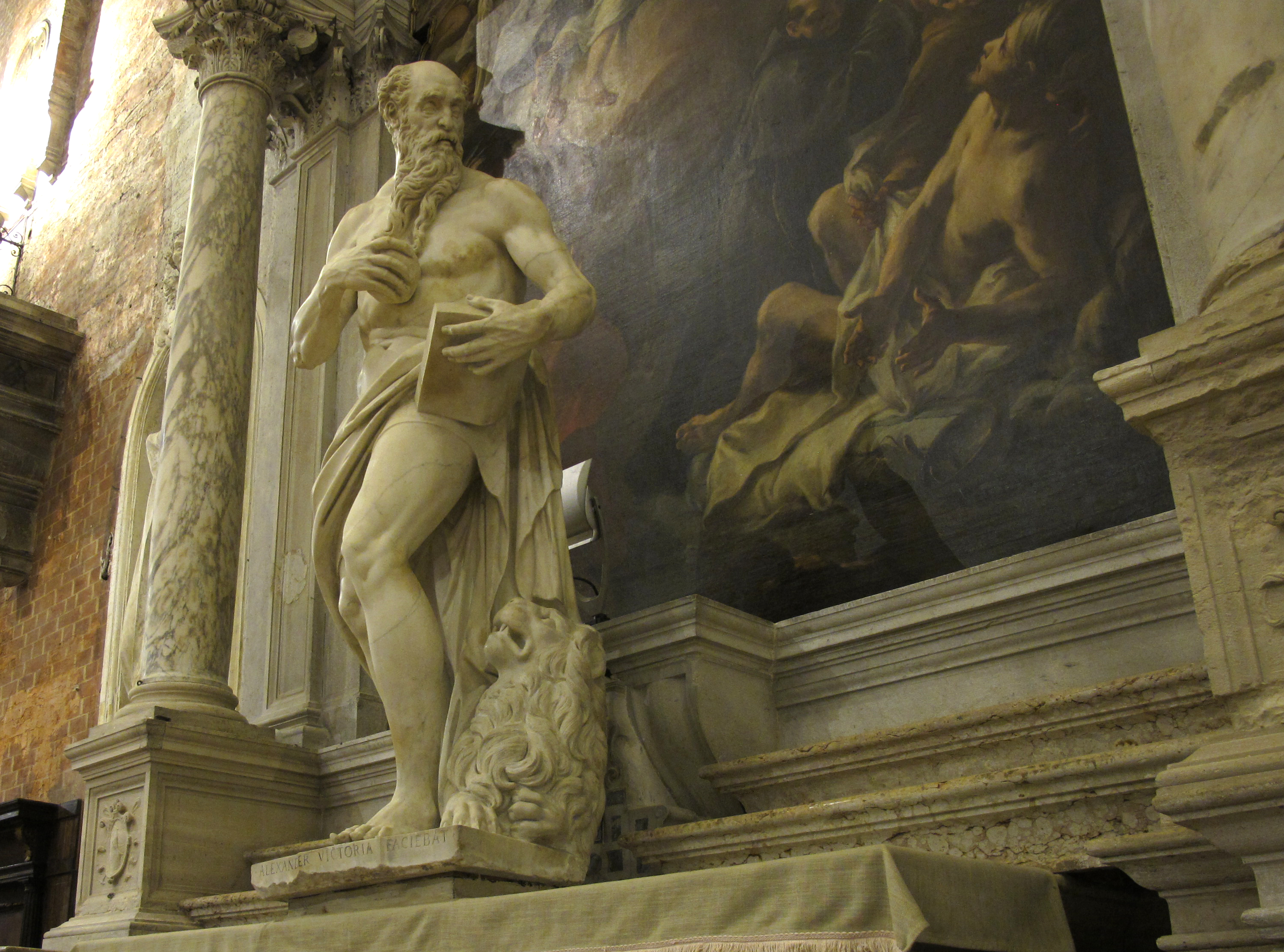
San Girolamo, Santa Maria Gloriosa dei Frari.
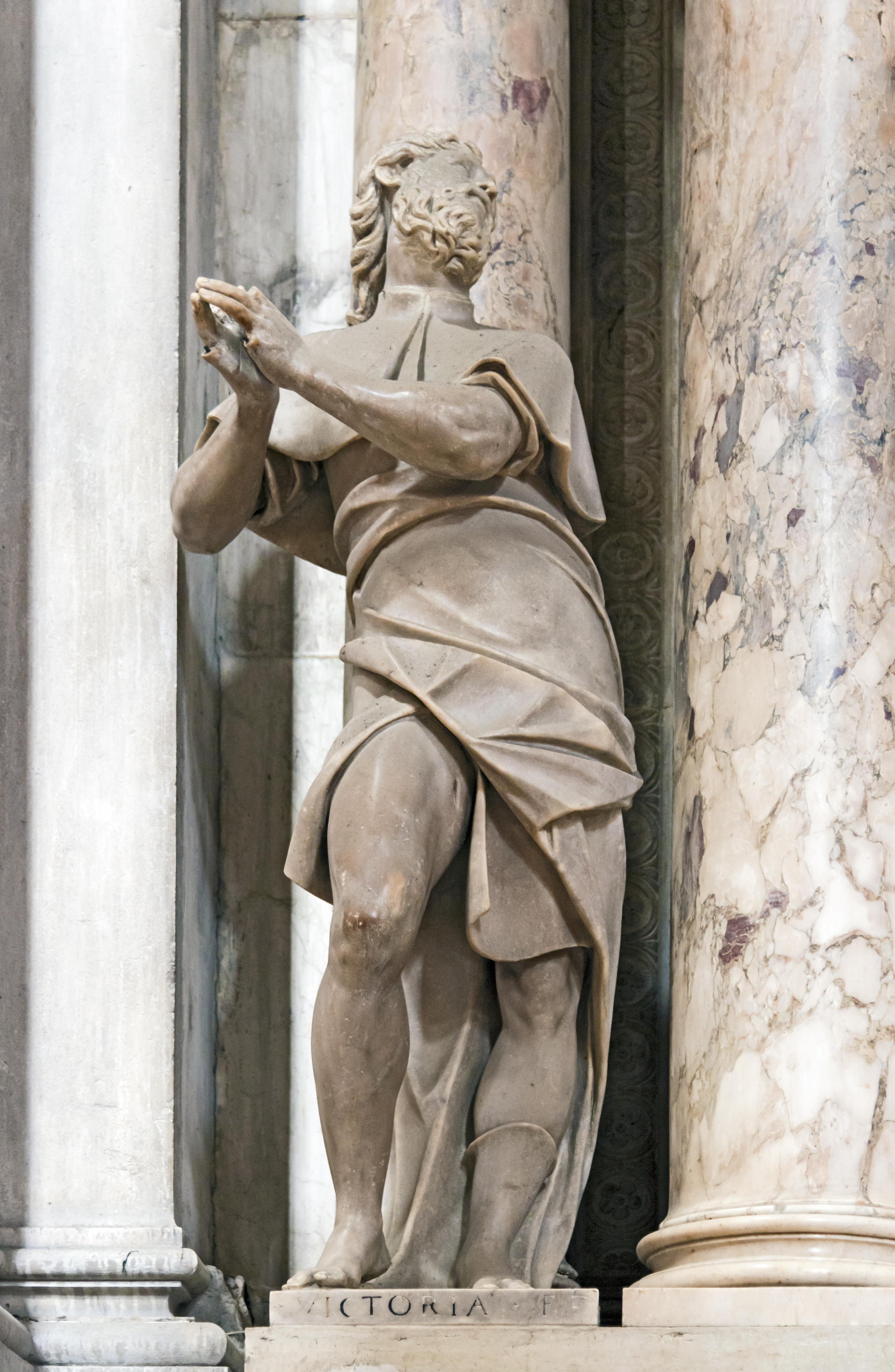
San Rocco, San Salvador.
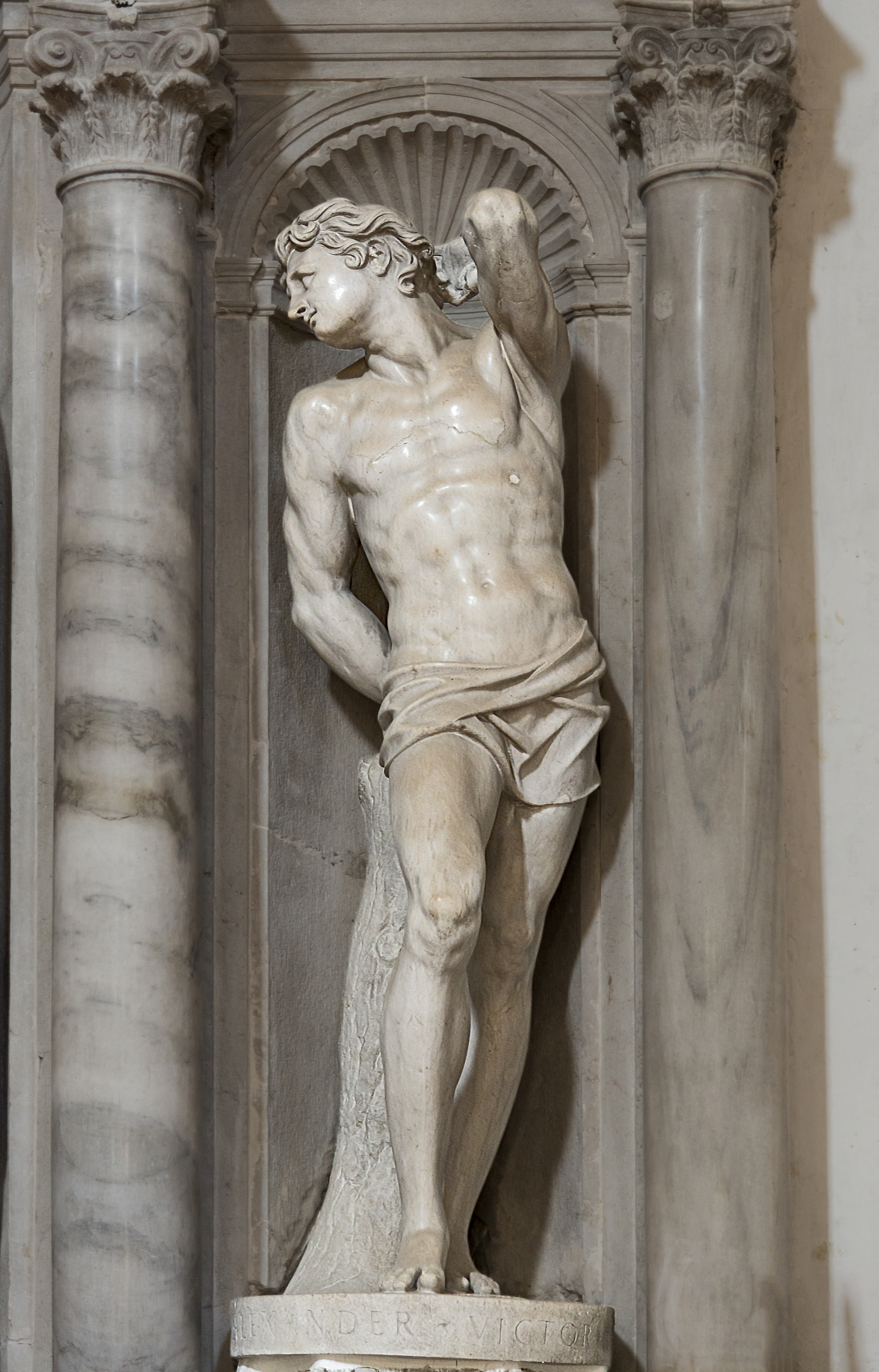
San Sebastiano, San Francesco della Vigna.
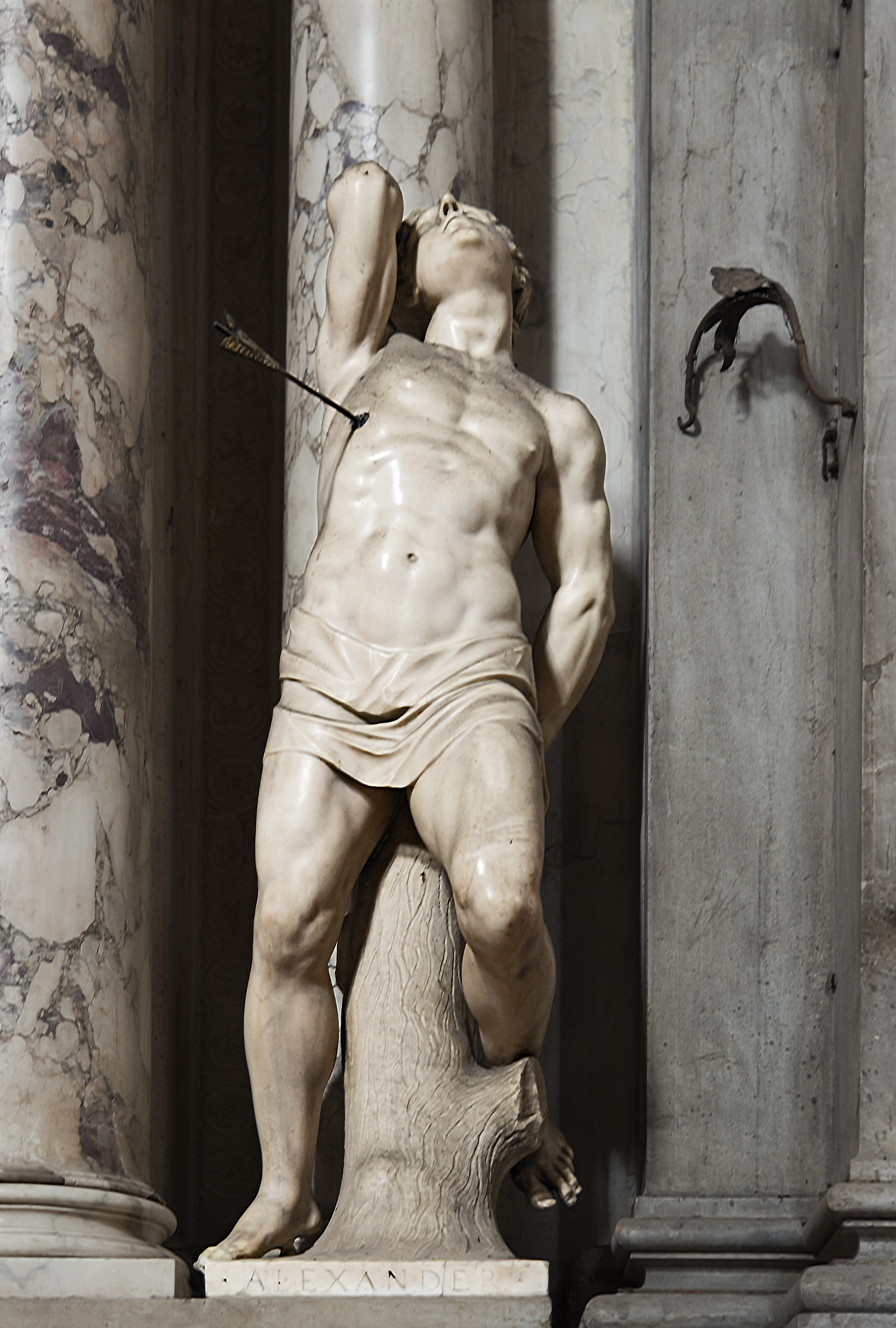
San Sebastiano, San Salvador.
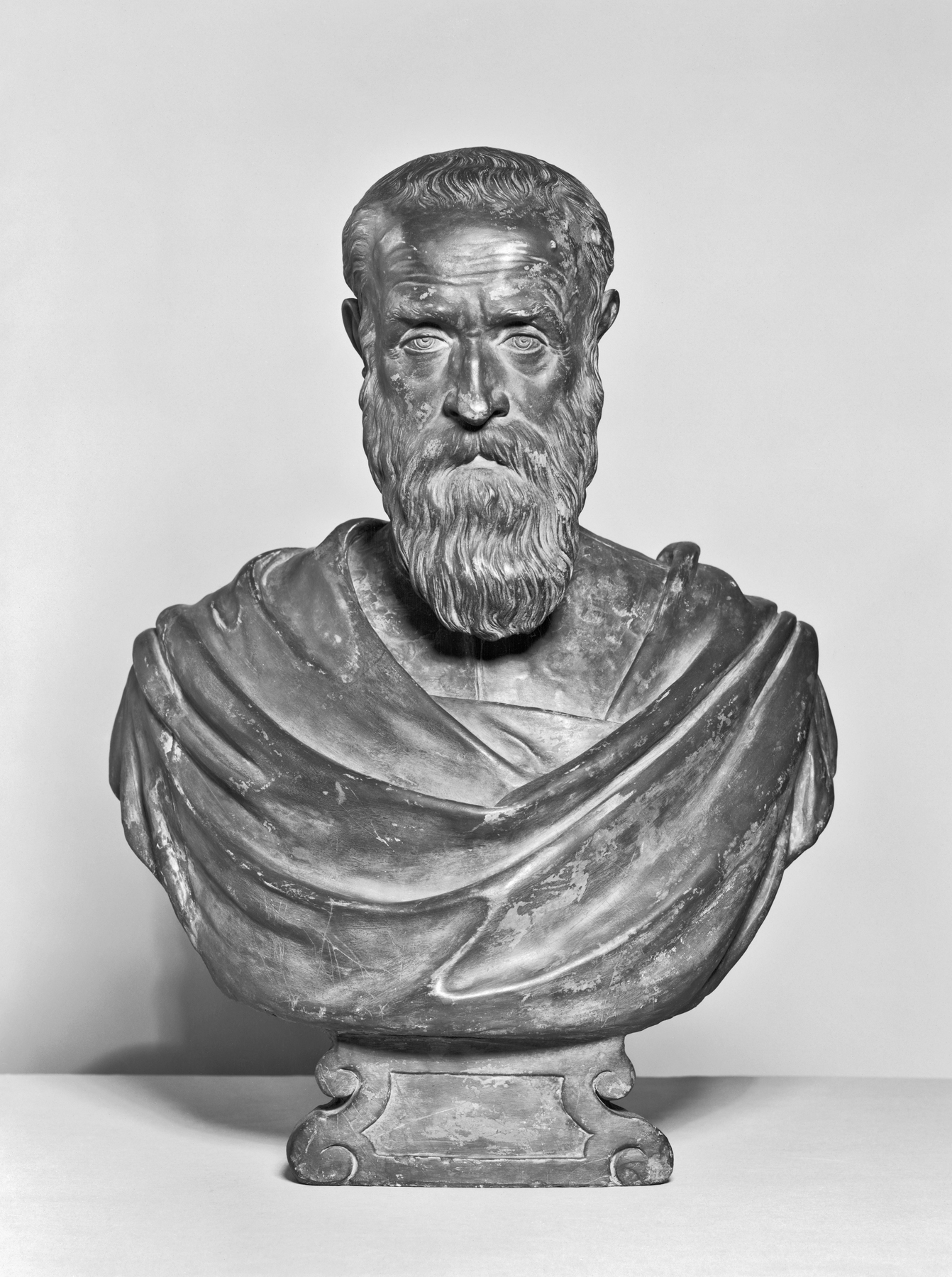
Marino Grimani, Walters Art Museum.
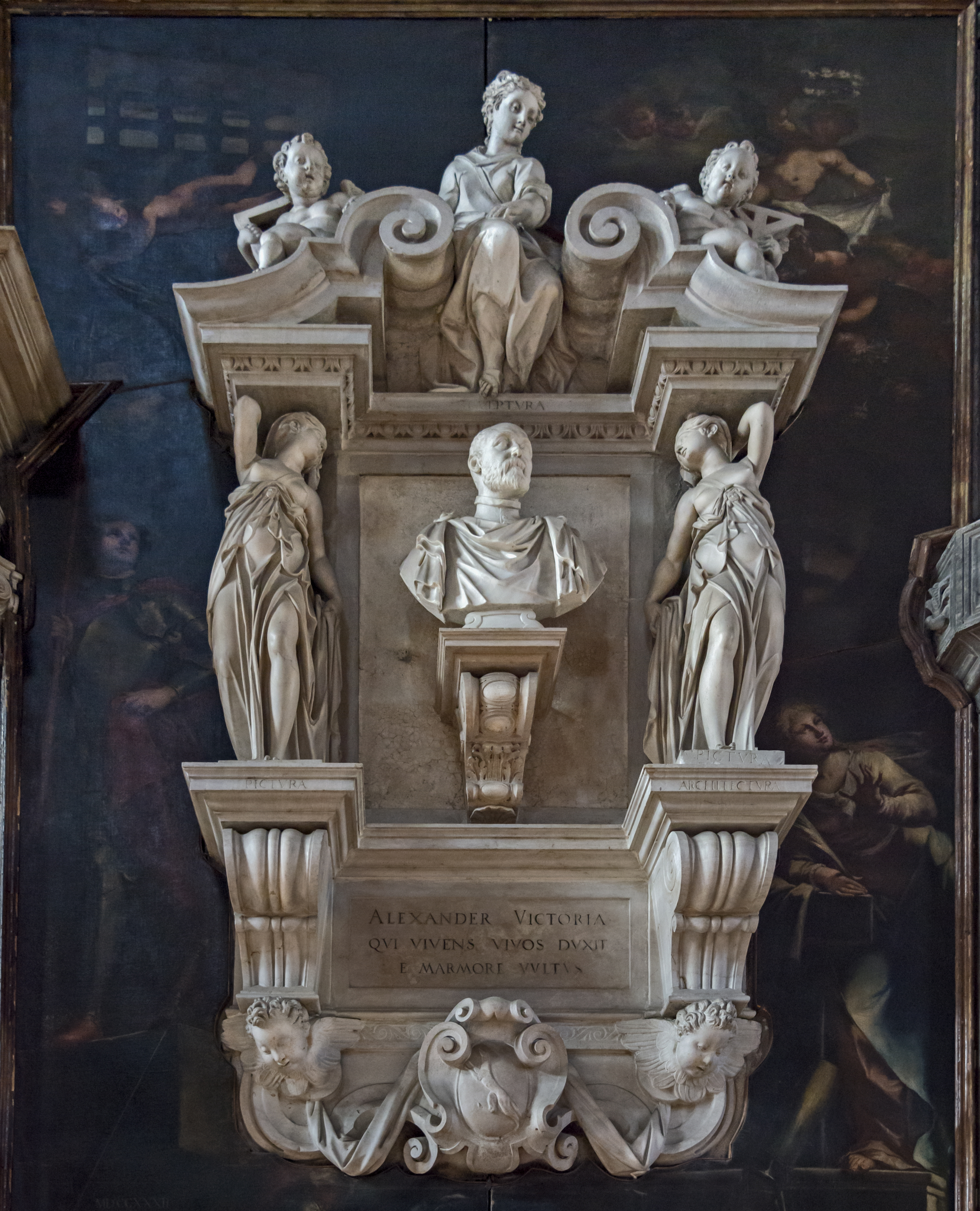
Monumento funebre  - Autoritratto, Chiesa di San Zaccaria.